# Carnforth
Koordinaten: 54° 8′ N, 2° 46′ W

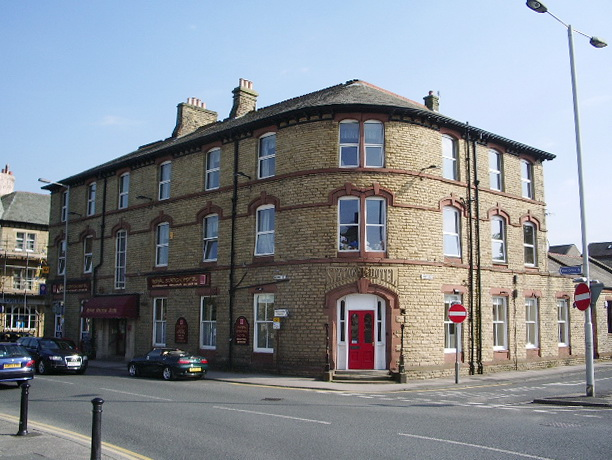
Royal Station Hotel Carnforth

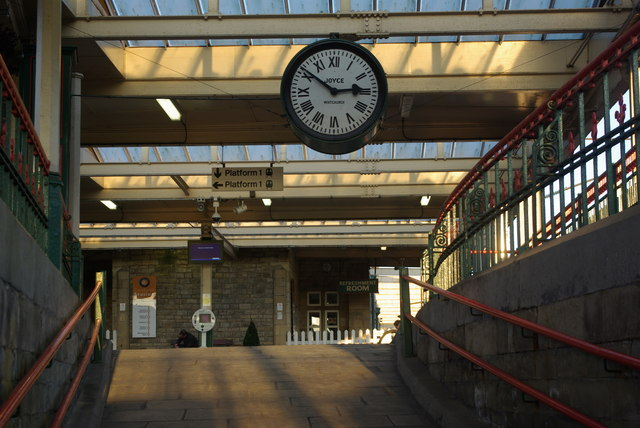
Carnforth Bahnhofsuhr

Carnforth ist eine Kleinstadt und eine Civil parish in der Nähe von Lancaster im Norden von Lancashire in England. Der Ort liegt im Nordwesten der Morecambe Bay am River Keer. Die Civil parish Carnforth hat 5350 Einwohner (2001) und ist ein Teil der City of Lancaster.

## Geschichte
Man nimmt an, dass der Name "Carnforth" sich aus einer Furt durch den River Keer ableitet, die sich an der Stelle des heutigen Ortes befand. Demnach wäre aus "Keer-ford" im Laufe der Zeit "Carnforth" geworden. Eine viktorianische Geschichte Lancashires soll den Namen auf die angelsächsische Bezeichnung "Chreneforde" zurückführen.
Der Ort wurde zwischen 1846 und 1929 von der Stahlindustrie beherrscht, die sich ursprünglich wegen der großen in der Nähe befindlichen Kalksteinbrüche hier angesiedelt hatte, da der Kalkstein beim Schmelzen des Eisenerzes, das mit der Eisenbahn geliefert wurde, von großer Bedeutung war.
Bis zur Stilllegung des Bahnhofes als Haltepunkt an der West Coast Main Line in den 1960er Jahren war Carnforth als Treffpunkt von Eisenbahnlinien ein bedeutender Eisenbahnknotenpunkt. Heute halten nur noch Regionalzüge, die von Lancaster aus nach Barrow-in-Furness oder Leeds fahren, in Carnforth.
Der Bahnhof von Carnforth war einer der Hauptdrehorte des Films "Brief Encounter" von David Lean aus dem Jahre 1945. Fans dieses Films haben einen wesentlichen Beitrag zur Restaurierung des Aufenthaltsraums entsprechend dem Film geleistet.
Der Lancaster Canal führt durch Carnforth und die nahegelegene Autobahn M6 ist durch die A601(M) direkt mit dem Ort verbunden.

## Bekannte Personen
- Cecil Parkinson (1931–2016), Politiker, seit 1992 Baron Parkinson, of Carnforth
- Mathew Cronshaw (* 1988), Radrennfahrer